# Caught in the Web
Caught in the Web (en chino: 搜索; pinyin: Sōusuǒ) es una película dramática china de 2012 dirigida por Chen Kaige. En septiembre de 2012 se proyectó como una presentación especial en el Festival Internacional de Cine de Toronto 2012. La película fue seleccionada como la entrada china al Oscar a la Mejor Película Extranjera en los 85 ° Premios de la Academia, pero no fue finalista final.

## Trama
Ambientada en Hangzhou (杭州 方向), en la China actual, una joven se ve envuelta en una polémica después de que un video de teléfono celular en que ella aparece siendo irrespetuosa en un autobús público a una persona mayor se vuelve viral. Las secuelas afectan su vida personal y profesional y la ponen cara a cara con el autor del video, un periodista ambicioso.

## Reparto
- Gao Yuanyuan como Ye Lanqiu.
- Yao Chen como Chen Ruoxi.
- Mark Chao como Yang Shoucheng.
- Wang Xueqi como Shen Liushu.
- Chen Hong como Mo Xiaoyu.
- Wang Luodan como Yang Jiaqi.
- Chen Ran como Tang Xiaohua.
- Zhang Yi como Zhang Mu.
- Tan Songyun

## Recepción
Derek Elley de Film Business Asia le dio a la película un puntaje de 9/10, y afirma que "Chen ha llegado tarde al juego para lidiar con las contradicciones sociales y éticas de la vida en la China actual, pero la Web compensa con creces la pérdida con una gran trama en sus dos horas de duración, la película comienza como una comedia negra sobre el poder destructivo de los medios modernos (especialmente los foros de debate de China) pero a mitad de camino se transforma gradualmente en una compleja red de amor y ambición, tanto ganados como perdidos."
Maggie Lee of Variety lo describe como "Un drama social absorbente, aunque prolongado, en el que la falta de ética pública de una mujer la sumerge en una red de caza cibernética que derroca relaciones, carreras y un imperio comercial, la jocosamente titulada Caught in the Web representa un cuento de moralidad motivado por los personajes, que invita a la reflexión, del diseñador chino Chen Kaige".
Deborah Young de The Hollywood Reporter afirma que "la dramaturgia contemporánea de ritmo rápido de Chen Kaige es una versión magistral del la difamación e injuria de Internet".
Dan Fainaru de Screen Daily describe la película como "Un tour de force cinemático en todos los sentidos, la historia compleja y multicapa de Che Kaige parece durante un tiempo como una toma satírica sobre el uso indebido de nuevos artilugios sofisticados para privar a los individuos de su última pizca de privacidad y termina en un tono introspectivo, sugiriendo que no tiene sentido culpar a los gadgets, sino a las personas detrás de ellos ". Fainaru describe la película como "Una partida sorprendentemente refrescante para uno de los principales cineastas de la Quinta Generación de China, mejor identificado con piezas de época ".